# 地形分類
地形分類（ちけいぶんるい）とは、土地の性質や成り立ちを把握するために、地表の形（地形）を何らかの基準によって同じ性質のものに分割・類別することをいう。主な分類基準として、形態、成因、構成物質（土質・地質）、形成時代がある。地域の適正な土地利用や国土開発、防災計画、ハザードマップなどに先立つ基礎資料として、各種の地形分類図が作成されている。

## 分類基準
地形分類の基準となる分類法は以下のものが挙げられる。

### 形態を基準とする分類
対象とする地形の特定の量・角度・曲率などによって分類する方法。
- 斜面の傾斜角による分類（平坦面、急斜面、緩斜面、崖など）[3]
- 斜面の垂直断面形による分類（凸型斜面、凹型斜面、等斉斜面など）[3]
- 斜面の水平断面形による分類（尾根型斜面、直線斜面、谷型斜面など）[3]

### 成因を基準とする分類
対象とする地形が形成されるのに影響を与えた成因によって分類する方法。
- 形成作用による分類（侵食面、堆積面など）[3]
- 形成営力による分類（河成面、海成面、火山原面、変位面など）[3]
  - 河成面の例（扇状地、氾濫原、自然堤防、後背湿地、谷底平野、河成段丘）
  - 海成面の例（浜堤平野、浜堤、砂州、磯、海成段丘）
  - 火山原面の例（火口、溶岩円頂丘、火砕丘、溶岩堤防）

### 土質・地質を基準とする場合
対象とする地形を形成する岩石や砂の性質によって分類する方法。
- 構成物質による分類（岩盤面、砂礫質面、砂質面、泥質面）[3]

### 形成時代を基準とする場合
対象とする地形がどの時代に形成されたによって分類する方法。地形面形成の序列化を行うことで、地形単位ごとの時代対比が可能になる。
- 形成時代による分類（更新世面、完新世面、下末吉期面、立川期面）
- 形成順序による分類（現成面、新期面、古期面）

## 日本における地形分類
日本では戦前での地形分類の研究は少ないが、東木竜七は1920年代から30年代にかけて地形分類の手法を用いた研究を数多く報告した。例えば、九州の豊後地方の段丘について複数の侵食面に分けて、その成因について論じたものが挙げられる。
戦後になって、戦時中に荒廃した国土の水害対策、食糧増産などの各種課題に対して、土地の条件と性質を表現できる地形分類の提示方法が検討された。1952年に地理調査所（現 国土地理院）の中野尊正によって、地形分類の単位地形は「ほぼ同じ時期に形成され、ほぼ同じ形態と成因をもち、かつほぼ同じ物質で構成された地表部分」とされた。以降、この基準を標準とした地形分類がなされるようになった。

### 災害対策としての地形分類
1952年に資源調査会設置法に基づいた治山治水総合対策の調査が始まり、1956年に大矢雅彦により木曽川流域の水害地形分類図が作成された。この地図で”三角州”とされた地域が、1959年の伊勢湾台風による高潮被災地と一致し、災害対策として地形分類図が注目されることになった。翌年から、国土地理院により水害予防対策土地条件調査が行われ、洪水地形分類図（1:2.5万, 関東18面）が作成された。この調査は、1963年から山地の分類を含めた土地条件調査となり、土地条件図（1:2.5万, 全国の主要平野部）が作成された。1976年の長良川の水害（安八豪雨）をきっかけとして、河川局（現 水管理・国土保全局）、地方整備局と国土地理院により、河川堤防の管理を目的とした治水地形分類図（1:2.5万, 全国の国直轄一級河川）が作成された。

### 国土調査としての地形分類
日本では、第二次世界大戦後の国土の狭小化、海外からの引揚者（約600万人）の受け入れの必要性から、土地の性格を把握することが必要とされ、国土の科学的な見直しが始まった。当時の課題としては、入植者のための開拓予定地の選定、食糧難打開のための土地改良、堤防などによる水害対策などがあった。その解決のために国土調査法が制定され、国土調査が行われるにあたって地形分類の基準が示されていくことになる。国土調査の目的は土地の効果的利用を見つけることにあり、そのために地形分類、表層地質、土壌分類、土地利用、水利用の5分野における調査を行い、それらを総合して土地全体の分類を行った。その中でも地形分類が重要な位置をしめ、現在では地形分類が一つの手法として確立している。

## 治水地形分類図の凡例
|                | 大分類         | 中分類         | 小分類              | 細分類                     | 定義 |
| -------------- | -------------- | -------------- | ------------------- | -------------------------- | --- |
| 自然地形       | 山地           | 山地           | 山地                | 山地                       | 山地は、台地や低地以外の起伏地をいい、丘陵地・山地斜面及び段丘斜面の一部を含む |
| 自然地形       | 台地・段丘     | 台地・段丘     | 段丘面              | 段丘面                     | 台地・段丘は、高標高に分布する台地（シラス台地など）と、河岸・海岸付近に分布する段丘がある。堆積原面が残る比較的平坦な面を段丘面として採用する |
| 自然地形       | 台地・段丘     | 台地・段丘     | 崖（段丘崖）        | 崖（段丘崖）               | 台地・段丘の縁辺、台地・段丘内の明瞭な崖、及び幅が狭く極めて急な斜面を採用する |
| 自然地形       | 台地・段丘     | 台地・段丘     | 浅い谷              | 浅い谷                     | 台地・段丘上で細流などの働きによってできた浅い侵食谷や流路跡をいう |
| 自然地形       | 低地           | 山麓堆積地形   | 山麓堆積地形        | 山麓堆積地形               | 斜面の下方又は谷の出口等に堆積した、岩屑または風化土等の堆積地形をいう |
| 自然地形       | 低地           | 扇状地         | 扇状地              | 扇状地                     | 河川が山間の狭い谷から広い低平地に出る場所（谷口）に、河川が運搬してきた土砂が洪水とともに氾濫堆積して形成された地形をいう |
| 自然地形       | 低地           | 扇状地         | 微高地 （自然堤防） | 微高地 （自然堤防）        | 河川に沿って形成される「自然堤防」の他、古い天井川沿いの微高地も含める。（古い天井川沿いの微高地内の流路跡は旧河道に区分する） |
| 自然地形       | 低地           | 扇状地         | 旧河道              | 旧河道（明瞭）             | 過去の河川流路の跡。河道変遷によって流路から切り離され、それが細粒の泥土で埋積された部分 |
| 自然地形       | 低地           | 扇状地         | 旧河道              | 旧河道（不明瞭）           | 過去の河川流路の跡。河道変遷によって流路から切り離され、それが細粒の泥土で埋積された部分 |
| 自然地形       | 低地           | 扇状地         | 落堀                | 落堀                       | 過去の洪水によって堤防が越流破堤し、氾濫流の流水によって洗掘されてできた池状の凹地 |
| 自然地形       | 低地           | 氾濫平野       | 氾濫平野            | 氾濫平野                   | 低地のうち、河川の堆積作用によって形成された起伏の小さい低平地を総称して「氾濫平野」とする |
| 自然地形       | 低地           | 氾濫平野       | 微高地 （自然堤防） | 微高地 （自然堤防）        | 河川に沿って形成される「自然堤防」の他、古い天井川沿いの微高地も含める。（古い天井川沿いの微高地内の流路跡は旧河道に区分する） |
| 自然地形       | 低地           | 氾濫平野       | 旧河道              | 旧河道（明瞭）             | 過去の河川流路の跡。河道変遷によって流路から切り離され、それが細粒の泥土で埋積された部分 |
| 自然地形       | 低地           | 氾濫平野       | 旧河道              | 旧河道（不明瞭）           | 過去の河川流路の跡。河道変遷によって流路から切り離され、それが細粒の泥土で埋積された部分 |
| 自然地形       | 低地           | 氾濫平野       | 落堀                | 落堀                       | 過去の洪水によって堤防が越流破堤し、氾濫流の流水によって洗掘されてできた池状の凹地 |
| 自然地形       | 低地           | 氾濫平野       | 後背湿地            | 後背湿地                   | 主として河川の堆積作用があまり進んでいない、沼沢性起源の低湿地をいう。「旧河道」や「落堀」に入るものを除く |
| 自然地形       | 低地           | 砂州・砂丘     | 砂州・砂丘          | 砂州・砂丘                 | 「砂丘」は、風によって運ばれた砂が堆積して比高2-3メートル程度以上の丘になった地形をいい、「砂州や砂堆」は波浪や沿岸流によって形成された地形をいう |
| 人工改変地形   | 人工改変地形   | 人工改変地形   | 干拓地              | 干拓地                     | 海面、干潟、湖沼、溜池等を干して陸とした土地をいう |
| 人工改変地形   | 人工改変地形   | 人工改変地形   | 盛土地・埋立地      | 盛土地・埋立地             | 低部や水部に土を盛って造成した平坦地や傾斜地である。海面や湖沼などの水面に土砂を投入して埋め立てる埋立地や埋土地、周囲の地表以上に盛土した盛土地などを総称する |
| 人工改変地形   | 人工改変地形   | 人工改変地形   | 切土地              | 切土地                     | 山地、台地縁などの斜面を切取りにより造成した平坦地 |
| 人工改変地形   | 人工改変地形   | 人工改変地形   | 連続盛土            | 連続盛土                   | 原則として高速道路や鉄道用地などを含め、直轄の河川堤防以外を対象とし、2万5千分1地形図上で比高概ね3メートル以上の盛土（土堤）記号の部分を抽出する |
| その他の地形等 | その他の地形等 | その他の地形等 | 天井川の区間        | 天井川の区間               | 砂礫の堆積により、河床が周辺の平面地（堤内地）よりも高くなっている河川区間を指す |
| その他の地形等 | その他の地形等 | その他の地形等 | 旧水部              | 旧水部                     | 旧版地形図及び米軍写真等の資料で水部と確認されたもののうち、現在干拓地、盛土地・埋立地に改変されたもの |
| その他の地形等 | その他の地形等 | その他の地形等 | 現河道・水面        | 現河道・水面               | 「現河道」は、河川の常時水流がある部分であり、「水面」は、河川、湖沼、海、貯水池などの水部の表面を指す |
| その他の地形等 | その他の地形等 | その他の地形等 | 旧流路              | S.30年代後半- S.40年代前半 | 旧版地形図上で河川水面（河道）として示されている部分を、流下していた時代が確実な「旧流路」として抽出する。 流下年代の区分は、河川事業の進捗や全国的な人工改変の進捗経過、旧版地形図の存在状況を考慮して、 1. 昭和30年代後半-昭和40年代前半 2. 昭和20年代（終戦後） 3. 大正末期-昭和初期 4. 明治末期-大正初期 の4種類を基本とする |
| その他の地形等 | その他の地形等 | その他の地形等 | 旧流路              | S.20年代                   | 旧版地形図上で河川水面（河道）として示されている部分を、流下していた時代が確実な「旧流路」として抽出する。 流下年代の区分は、河川事業の進捗や全国的な人工改変の進捗経過、旧版地形図の存在状況を考慮して、 1. 昭和30年代後半-昭和40年代前半 2. 昭和20年代（終戦後） 3. 大正末期-昭和初期 4. 明治末期-大正初期 の4種類を基本とする |
| その他の地形等 | その他の地形等 | その他の地形等 | 旧流路              | T.末期-S.初期              | 旧版地形図上で河川水面（河道）として示されている部分を、流下していた時代が確実な「旧流路」として抽出する。 流下年代の区分は、河川事業の進捗や全国的な人工改変の進捗経過、旧版地形図の存在状況を考慮して、 1. 昭和30年代後半-昭和40年代前半 2. 昭和20年代（終戦後） 3. 大正末期-昭和初期 4. 明治末期-大正初期 の4種類を基本とする |
| その他の地形等 | その他の地形等 | その他の地形等 | 旧流路              | M.末期-T.初期              | 旧版地形図上で河川水面（河道）として示されている部分を、流下していた時代が確実な「旧流路」として抽出する。 流下年代の区分は、河川事業の進捗や全国的な人工改変の進捗経過、旧版地形図の存在状況を考慮して、 1. 昭和30年代後半-昭和40年代前半 2. 昭和20年代（終戦後） 3. 大正末期-昭和初期 4. 明治末期-大正初期 の4種類を基本とする |
| その他の地形等 | その他の地形等 | その他の地形等 | 地盤高線            | 主曲線                     | 地形の立体形状を表すため、使用した基図のデータより必要な等高線を表示する。表示は台地・段丘及び低地部分とするが、崖及び山麓堆積地形には表示しない |
| その他の地形等 | その他の地形等 | その他の地形等 | 地盤高線            | 補助曲線                   | 地形の立体形状を表すため、使用した基図のデータより必要な等高線を表示する。表示は台地・段丘及び低地部分とするが、崖及び山麓堆積地形には表示しない |

## 地形分類図の種類
地形分類図には以下のようなものがある。

### 地形分類図
以下のものすべてをまとめて「地形分類図」といわれるが、ここでは国土調査法に基づく地形分類図のことをいう。
昭和30年以降の経済発展の裏にあった都市の過密化、地方の過疎化現象、公害のような新しい問題をうけ、国土が将来も含め国民のための資源であるという考えのもとで、地域特性に合わせた自然環境の保全と文化的特性を配慮した国土開発のための基礎資料とすることを目的として国土調査が進められた。

### 水害地形分類図
戦後の日本では、大河川の治水工事が十分にされていなかったことで洪水の被害が多かった。これによって河川の流域全体の土地利用や自然の変化の調査が行われるようになり、そこから水害地形分類図が作成されるようになった。水害地形分類図は洪水などの水害を受ける地域の地形に注目して作成され、分類された地形要素やその特徴を総合的に判断して水害、特に洪水の状態を推定することを目的としている。またこの地形分類図は水田の改良にも役立てられた。この場合に対象とされる地形要素としては、扇状地、自然堤防、後背湿地、三角州などがある。

### 土地条件図
土地条件図は、国土地理院によって制作されているものである。土地条件図に含まれる内容は、土地の性質、地盤の高低、われわれの生活との相互の歴史（干拓、埋め立てなど）である。これらの情報から洪水や高潮など災害に関わる土地の性質を知ることができる。
土地条件図が作成されるきっかけは1959年の伊勢湾台風災害であり、1960年から全国の平野部を中心に整備されている。初期の段階では水害から人々の生活を守るために土地を把握することが目的とされていたが、次第に地盤災害や山地斜面の危険度予測などさまざまな自然災害の防止のためや、土地保全、地域開発、土地利用の計画段階における基礎資料としても利用されるようになった。平野部の地盤高を等高線で表現したり、災害時に備えて官公署、救護機関、住民の避難所となりうる建築物などが示されており、地域の総合的な状況把握を可能にすることを狙いとしている。

## 国際的な状況
世界的な規模でみると、地形分類は国際地理学連合 (IGU-International Geographical Union) という学会が中心的な役割を果たしている。地理学の発達の過程から、ヨーロッパがその中心であり、様々な専門分野の委員会によって構成されている。地形分類を開発途上国での開発、保全に役立てていくことができるのではないかという考えもある。

## 地形学図
地形学図は、さまざまな目的のもとに作成される地形分類図の中でも、対象となる土地の地形に着目し、地形面の形態面での性質、地質上の性質をあらわす地形面分類図のことをいう。